# Чемпионат Европы по спортивной акробатике 1984
5-й чемпионат Европы по спортивной акробатике прошёл в Софии (Болгария) в 1984 году. Результаты определялись по итогам выступлений европейских спортсменов в ходе проходившего чемпионата мира.

## Результаты

### Мужские акробатические прыжки

#### Многоборье
| Ранг | Гимнаст            | Страна | Очки  |
| ---- | ------------------ | ------ | ----- |
| 1    | Александр Марейдо  | СССР   | 29,53 |
| 2    | Игорь Брикман      | СССР   | 29,06 |
| 3    | Войцех Забешовский | Польша | 28,69 |

#### Первое упражнение
| Ранг | Гимнаст            | Страна   | Очки  |
| ---- | ------------------ | -------- | ----- |
| 1    | Игорь Брикман      | СССР     | 19,63 |
| 2    | Войцех Забешовский | Польша   | 19,16 |
| 3    | Неделчо Неделков   | Болгария | 19,13 |

#### Второе упражнение
| Ранг | Гимнаст            | Страна   | Очки  |
| ---- | ------------------ | -------- | ----- |
| 1    | Александр Марейдо  | СССР     | 19,80 |
| 2    | Неделчо Неделков   | Болгария | 19,50 |
| 3    | Войцех Забешовский | Польша   | 19,09 |

### Мужские группы

#### Многоборье
| Ранг | Команда                                                              | Страна   | Очки  |
| ---- | -------------------------------------------------------------------- | -------- | ----- |
| 1    | Виктор Куралесов, Владимир Симонов, Виктор Быстров, Капиз Измайлов   | СССР     | 39,46 |
| 2    | Венцеслав Генов, Борислав Христов, Эмил Ангелов, Ивлин Илиев         | Болгария | 38,06 |
| 3    | Тадеуш Войковяк, Жержи Собковяк, Антон Серединский, Бронислав Дзюрла | Польша   | 36,99 |

#### Первое упражнение
| Ранг | Команда                                                              | Страна   | Очки  |
| ---- | -------------------------------------------------------------------- | -------- | ----- |
| 1    | Виктор Куралесов, Владимир Симонов, Виктор Быстров, Капиз Измайлов   | СССР     | 19,76 |
| 2    | Венцеслав Генов, Борислав Христов, Эмил Ангелов, Ивлин Илиев         | Болгария | 19,60 |
| 3    | Тадеуш Войковяк, Жержи Собковяк, Антон Серединский, Бронислав Дзюрла | Польша   | 18,63 |

#### Второе упражнение
| Ранг | Команда                                                              | Страна   | Очки  |
| ---- | -------------------------------------------------------------------- | -------- | ----- |
| 1    | Виктор Куралесов, Владимир Симонов, Виктор Быстров, Капиз Измайлов   | СССР     | 19,8  |
| 2    | Венцеслав Генов, Борислав Христов, Эмил Ангелов, Ивлин Илиев         | Болгария | 19,36 |
| 3    | Тадеуш Войковяк, Жержи Собковяк, Антон Серединский, Бронислав Дзюрла | Польша   | 18,93 |

### Мужские пары

#### Многоборье
| Ранг | Команда                           | Страна   | Очки  |
| ---- | --------------------------------- | -------- | ----- |
| 1    | Сергей Чижевский, Валерий Ляпунов | СССР     | 29,63 |
| 2    | Иордан Аначков, Цветан Бояджиев   | Болгария | 29,53 |
| 3    | Кшиштоф Оленьджизский, Адам Клись | Польша   | 29,02 |

#### Первое упражнение
| Ранг | Команда                           | Страна | Очки  |
| ---- | --------------------------------- | ------ | ----- |
| 1    | Сергей Чижевский, Валерий Ляпунов | СССР   | 19,8  |
| 2    | Кшиштоф Оленьджизский, Адам Клись | Польша | 19,49 |
| 3    | Арндт Хупперт, Зигмар Хупперт     | ФРГ    | 18,86 |

#### Второе упражнение
| Ранг | Команда                           | Страна   | Очки  |
| ---- | --------------------------------- | -------- | ----- |
| 1    | Сергей Чижевский, Валерий Ляпунов | СССР     | 19,8  |
| 2    | И. Аначков, Ц. Бояджиев           | Болгария | 19,63 |
| 3    | Кшиштоф Оленьджизский, Адам Клись | Польша   | 19,42 |

### Смешанные пары

#### Многоборье
| Ранг | Команда                              | Страна   | Очки  |
| ---- | ------------------------------------ | -------- | ----- |
| 1    | Светлана Гроздова, Евгений Махаличев | СССР     | 29,69 |
| 2    | Эвредика Любчева, Димитр Минчев      | Болгария | 29,45 |
| 3    | Малгожата Вилк, Ян Вечек             | Польша   | 29,09 |

#### Первое упражнение
| Ранг | Команда                              | Страна   | Очки  |
| ---- | ------------------------------------ | -------- | ----- |
| 1    | Светлана Гроздова, Евгений Махаличев | СССР     | 19,86 |
| 1    | Эвредика Любчева, Димитр Минчев      | Болгария | 19,86 |
| 2    | Малгожата Вилк, Ян Вечек             | Польша   | 19,46 |
| 3    | Дженни Беккер, Петер Шмидт           | ФРГ      | 18,93 |

#### Второе упражнение
| Ранг | Команда                              | Страна   | Очки  |
| ---- | ------------------------------------ | -------- | ----- |
| 1    | Светлана Гроздова, Евгений Махаличев | СССР     | 19,72 |
| 2    | Эвредика Любчева, Димитр Минчев      | Болгария | 19,49 |
| 3    | Малгожата Вилк, Ян Вечек             | Польша   | 19,36 |

### Женские группы

#### Многоборье
| Ранг | Команда                                               | Страна         | Очки  |
| ---- | ----------------------------------------------------- | -------------- | ----- |
| 1    | Инесса Спрогис, Наталья Рыжевская, Светлана Кузнецова | СССР           | 29,43 |
| 1    | Сильва Георгиева, Ангелина Мадьярова. Соня Михайлова  | Болгария       | 29,43 |
| 2    | Габи Хукинг, Тереза Эндрюс, Тереза Мейл               | Великобритания | 28,39 |
| 3    | Беттина Вайгард, Кристианна Волф, Ангрит Волф         | Франция        | 28,36 |

#### Первое упражнение
| Ранг | Команда                                               | Страна         | Очки  |
| ---- | ----------------------------------------------------- | -------------- | ----- |
| 1    | Инесса Спрогис, Наталья Рыжевская, Светлана Кузнецова | СССР           | 19,7  |
| 1    | Сильва Георгиева, Ангелина Мадьярова. Соня Михайлова  | Болгария       | 19,7  |
| 2    | Янди Бодо, Каталин Дик, Ева Стофан                    | Венгрия        | 19,06 |
| 3    | Габи Хукинг, Тереза Эндрюс, Тереза Мейл               | Великобритания | 18,96 |

#### Второе упражнение
| Ранг | Команда                                                    | Страна         | Очки  |
| ---- | ---------------------------------------------------------- | -------------- | ----- |
| 1    | Инеса Спрогис, Наталья Рыжевская, Светлана Кузнецова       | СССР           | 19,56 |
| 1    | Сильва Георгиева, Ангелина Мадьярова. Соня Михайлова       | Болгария       | 19,56 |
| 2    | Гражина Мариевич, Малгожата Слюсарска, Камилла Запытовская | Польша         | 19,23 |
| 3    | Габи Хукинг, Тереза Эндрюс, Тереза Мейл                    | Великобритания | 18,93 |

### Женские пары

#### Многоборье
| Ранг | Команда                                    | Страна   | Очки  |
| ---- | ------------------------------------------ | -------- | ----- |
| 1    | Сильвия Костова, Ирена Бакалова            | Болгария | 29,72 |
| 2    | Данюта Хвалбоговска, Богуслава Выжыковская | Польша   | 29,10 |
| 3    | Елена Богданова, Изабелла Суздалева        | СССР     | 28,99 |

#### Первое упражнение
| Ранг | Команда                                    | Страна   | Очки  |
| ---- | ------------------------------------------ | -------- | ----- |
| 1    | Сильвия Костова, Ирена Бакалова            | Болгария | 19,76 |
| 2    | Елена Богданова, Изабелла Суздалева        | СССР     | 19,63 |
| 3    | Данюта Хвалбоговска, Богуслава Выжыковская | Польша   | 19,33 |
| 3    | Мария Катона, Эстер Фёльди                 | Венгрия  | 19,33 |

#### Второе упражнение
| Ранг | Команда                                    | Страна   | Очки  |
| ---- | ------------------------------------------ | -------- | ----- |
| 1    | Сильвия Костова, Ирена Бакалова            | Болгария | 19,72 |
| 2    | Данюта Хвалбоговска, Богуслава Выжыковская | Польша   | 19,36 |
| 3    | Елена Богданова, Изабелла Суздалева        | СССР     | 18,99 |

### Женские акробатические прыжки

#### Многоборье
| Ранг | Гимнаст         | Страна   | Очки  |
| ---- | --------------- | -------- | ----- |
| 1    | Людмила Громова | СССР     | 29,42 |
| 2    | Елена Бугаева   | СССР     | 29,23 |
| 3    | Пенка Ненова    | Болгария | 29,15 |

#### Первое упражнение
| Ранг | Гимнаст          | Страна | Очки  |
| ---- | ---------------- | ------ | ----- |
| 1    | Елена Бугаева    | СССР   | 19,63 |
| 2    | Людмила Громова  | СССР   | 19,59 |
| 3    | Дорота Поплавска | Польша | 19,30 |

#### Второе упражнение
| Ранг | Гимнаст          | Страна   | Очки  |
| ---- | ---------------- | -------- | ----- |
| 1    | Пенка Ненова     | Болгария | 19,66 |
| 2    | Людмила Громова  | СССР     | 19,62 |
| 3    | Дорота Поплавска | Польша   | 18,53 |